# Ithyphallikos
Ithyphallikos (altgriechisch ἰθυφαλλικός, von ἰθύφαλλος ‚der erigierte Penis‘; lateinisch ithyphallicus) ist ein antikes Versmaß aus Attika, das traditionell in den Gesängen der Feste des Priapos verwendet wurde.
Es wurde bereits im 8. Jahrhundert v. Chr. benutzt und ging in die lateinische Literatur ein.
Der Vers besteht aus drei trochäischen Versfüßen, entspricht also der trochäischen Tripodie (abgekürzt tr3). Das Schema ist in metrischer Notation:
—◡ˌ—×ˌ—◠
Abgekürzt wird der Ithyphallikos mit ith.
Siehe auch Ithyphallos.